# Paschalococos disperta
Paschalococos disperta — вид вымершей пальмы из семейства пальмовые, которая росла исключительно на острове Пасхи до середины XVIII века и полностью исчезла из-за массовой вырубки леса.

## Описание
Paschalococos disperta были высокими пальмами, достигающими в высоту до 20 м. Этот вид был очень близок к Jubaea chilensis из Чили. У них были толстые стволы, которые древние жители острова использовали для создания каноэ.

## Исчезновение
Существует теория, что судьба жителей острова Пасхи связана именно с Paschalococos disperta.

### Последствия вымирания вида
Ещё тысячу лет назад остров Пасхи был густо покрыт субтропическим лесом, который почти полностью состоял именно из Paschalococos disperta. Были обнаружены некоторые фрагменты пальм и остатки пустых кокосов с помощью археологических раскопок и в трещинах скал. Эти остатки датировались возрастом около 1200—1440 года нашей эры, но большее количество относились к XVI веку, что позволяет предположить, что популяция пальм в то время была не исчезающей. В течение XVI численность Paschalococos disperta резко сократилась из-за вырубки людьми леса. В XVIII оставались очень маленькие части леса, а вырубка становилась сильнее из-за роста населения на острове. В результате людям нужно было иметь больше каноэ для рыбалки и кокосов для пищи от Paschalococos disperta и вид исчез полностью.